# 아브 우르신가

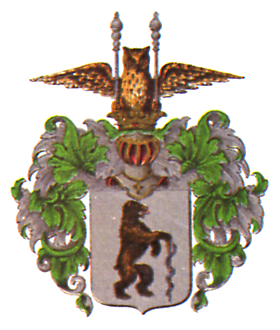
우르신가의 곰 문장.

아브 우르신가(스웨덴어: Af Ursin)는 핀란드의 귀족 가문이다. 가격은 무작위 평귀족이다. 카리알라 지방 얘스키가 본적지이며 그 기원은 17세기까지 거슬러 올라간다.
출신 저명인물로 의학자 닐스 아브라함 아브 우르신(1785년-1851년), 핀란드 사회민주당 초대 당주석을 역임한 정치인 닐스 로베르트 아브 우르신(1854년-1936년), 육상선수 칼레르보 아브 우르신(1920년-2004년) 등이 있다.